# Marvin Jefferson
Marvin Hilton Jefferson (Gardena, 7 gennaio 1986) è un cestista statunitense.